# Schlitter
Pour les articles homonymes, voir Schlitter (homonymie).
Pour plus de détails, voir Fiche technique et Distribution.
Schlitter est un téléfilm français de genre thriller écrit et réalisé par Pierre Mouchet et sorti en 2023.

## Synopsis
Lucas et Mathias, 8 ans, tous deux fils de bûcherons dans la forêt vosgienne, sont les meilleurs amis du monde.
Une après-midi, alors qu'il conduit sa voiture, le père de Lucas demande ses cigarettes à son fils, assis à l'arrière de la voiture. Comme Lucas refuse de lui donner son paquet de cigarettes, son père se retourne pour le prendre et, ne regardant plus la route, renverse Mathias, qui descendait la montagne à vélo. Constatant la mort de l'enfant, le père jette le vélo et le corps sans vie dans un ravin. Lucas se rend compte qu'il devra garder pour toujours le silence sur ce terrible accident.
Vingt ans plus tard, Lucas, accompagné de sa petite amie et de son meilleur ami est de retour au village pour les funérailles de ses parents, morts dans l'incendie de leur habitation. Le père de Mathias invite le trio chez lui et Lucas, toujours rongé par la culpabilité, accepte finalement d'aller prendre un café. Le trio veut repartir, mais leur voiture refuse de démarrer et ils se voient contraints de passer la nuit dans la maison. La nuit, Lucas découvre que ses parents, séquestrés dans la cave, sont toujours en vie. Le piège maléfique imaginé par le père de Mathias se referme et le père de Lucas est le premier à être tué. Parvenant à s'échapper, ils sont néanmoins repris et, peu après, Lucas découvre que le père de Mathias a attaché son ami à l'avant d'une schlitte lourdement chargée et que, quand il ne pourra plus la retenir, elle ira s'écraser contre un arbre où est attachée sa petite amie.

## Fiche technique
- Titre original français : Schlitter
- Réalisation : Pierre Mouchet
- Scénario : Pierre Mouchet, Nicolas Robin
- Photographie : Nicolas Beauchamp
- Montage : Nicolas Sarkissian
- Musique : Olivier Rabat
- Production : Alain Benguigui
- Sociétés de production :
- Pays de production : France
- Langue originale : français
- Format : couleur
- Genre : Thriller (genre)
- Durée : 90 minutes
- Dates de sortie[1] :
  - France : 1er décembre 2023

## Distribution
- Louka Meliava : Lucas
- Léna Laprès : Julie
- Gilles David : le bûcheron
- Côme Levin : Arnaud
- Bernard Eylenbosch : Louis, le père
- Marie-Paule Kumps : Mathilde, la mère
- Antime Calbrie Ekeloo : Lucas enfant
- Nelson Maerten : Mathias
- Emmanuel Joucla : le curé
- André Pasquasy : employé des pompes funèbres
- Arnaud Kervyn : employé des pompes funèbres

## Production
Le film est tourné dans la région de Malmedy, en Belgique, dans la province de Liège.

## Récompenses et distinctions
- (en) Schlitter : Awards, sur l'Internet Movie Database